# Magnus (Württemberg-Neuenbürg)

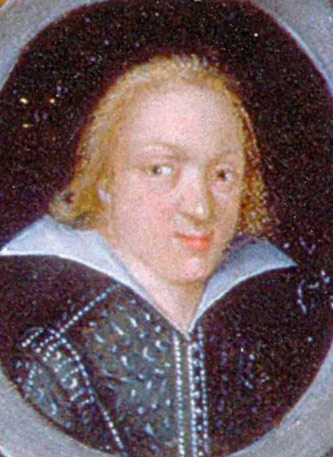
Magnus von Württemberg-Neuenbürg um 1605

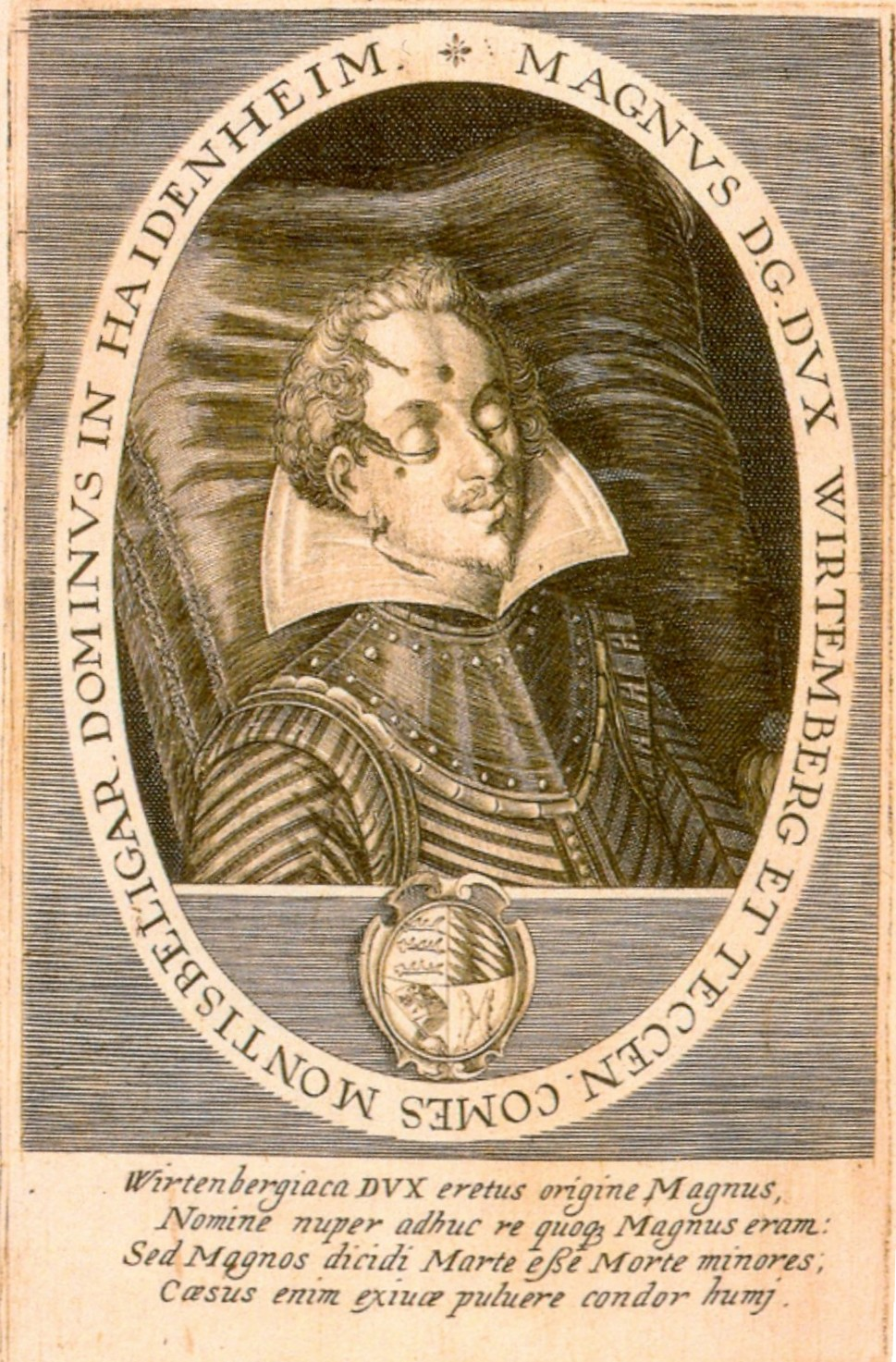
Magnus von Württemberg-Neuenbürg auf dem Totenbett

Magnus (* 2. Dezember 1594 in Kirchheim unter Teck; † 6. Mai 1622  bei Wimpfen, gefallen) war Herzog von Württemberg. Als nachgeborener Sohn Herzog Friedrichs I. begründete er die ältere Nebenlinie Württemberg-Neuenbürg, die jedoch mit seinem frühen Tod schon wieder erlosch.

## Leben
Magnus war das dreizehnte Kind des württembergischen Herzogs Friedrich I. und seiner Gemahlin Sibylla von Anhalt. Er genoss eine standesgemäße Erziehung am Collegium Illustre in Tübingen und durch Reisen in Frankreich und Italien.
Nach Abschluss seiner Ausbildung trat er in den Militärdienst und diente zunächst der Republik Venedig, anschließend der Protestantischen Union.
Nachdem sein Vater Friedrich bereits 1608 gestorben war, kam es 1617 zum Erbvergleich zwischen den noch lebenden männlichen Nachkommen. Als jüngster der fünf Brüder erhielt Herzog Magnus das Schloss Neuenbürg als Residenz sowie eine jährliche Zahlung von 10.000 Gulden zugesprochen.
Nach Auflösung der Protestantischen Union 1621 wurde Magnus zum württembergischen Kriegsobersten ernannt. Die sich anschließende württembergische Neutralitätspolitik im Dreißigjährigen Krieg behagte ihm jedoch nicht, und er schloss sich mit zwei Regimentern dem badischen Markgrafen Georg Friedrich an. Kurz darauf fiel er in der Schlacht bei Wimpfen am 6. Mai 1622. Sein von mehreren Verwundungen entstellter Leichnam wurde ausgelöst und in der Stuttgarter Stiftskirche beigesetzt.
Magnus starb unverheiratet und ohne Erben, sein Besitz fiel daher wieder an die Stuttgarter Linie zurück.
Im Neckarsulmer Stadtteil Obereisesheim auf der Höhe am Holzweg, wo er gefallen war, errichtete der Heilbronner Historische Verein im Jahre 1900 das Herzog-Magnus-Denkmal, das aus einem fast 2 m hohen Syenitblock besteht. Auf der eingelassenen Kupfertafel steht: „Auf diesen Feldern starb den Heldentod Herzog Magnus von Württemberg im 28. Jahre seines Lebens – Schlacht bei Wimpfen – 6. Mai 1622.“